# Руен (заслон)
Вижте пояснителната страница за други значения на Руен.
„Руен“ е туристически заслон в близост до връх Руен (2251 m), Осоговска планина, разположен на 2249 m н.в.
През 2006 г. туристическо дружество „Осогово“ преустроява граничната застава в заслон. Представлява едноетажна масивна постройка с две помещения, в които има маси, пейки и печки на твърдо гориво. Заслонът не се обслужва, в него няма легла, не е електрифициран и не е водоснабден. През зимата продължително време е затрупана със сняг, а подстъпите към нея са лавиноопасни.
Основният туристически маршрут, по който се достига до заслона е от хижа „Осогово“, която се намира на около 3:30 ч. Другият изходен пункт е от Гюешево – 4 ч. В близост до заслона са заслон „Превала“ – 2 ч., връх Балтаджийница (1995 m) – 40 мин., връх Ждрапаница (1814 m) – 1:30 ч. и връх Шапка (2188 m) – 30 мин.